# بوفالوی آمریکایی (فیلم)
بوفالوی آمریکایی (به انگلیسی: American Buffalo) فیلمی است محصول سال ۱۹۹۶ و به کارگردانی مایکل کورنته است. در این فیلم بازیگرانی همچون داستین هافمن، دنیس فرانز و شان نلسون ایفای نقش کرده‌اند.